# Campylospermum occidentalis
Campylospermum occidentalis är en tvåhjärtbladig växtart som beskrevs av Biss.. Campylospermum occidentalis ingår i släktet Campylospermum och familjen Ochnaceae. Inga underarter finns listade i Catalogue of Life.